# Colocasia melanotica
Colocasia melanotica är en fjärilsart som beskrevs av Haverkampf 1906. Colocasia melanotica ingår i släktet Colocasia och familjen Pantheidae. Inga underarter finns listade i Catalogue of Life.